# Бошко Ралић
Бошко Татек Ралић (Плашки, 25. новембар 1904 — Београд, 17. октобар 1978) био је српски и југословенски фудбалер и фудбалски тренер.

## Фудбалска каријера
Ралић је читаву каријеру провео играјући на позицији одбрамбеног играча. Деценију, од 1927. до 1937. године, био је истакнути играч ХШК Конкордија, једног од најпопуларнијих фудбалских клубова у Краљевини Југославији. Са ХШК Конкордија освојио је два пута првенство Југославије, 1930. и 1932. године. Одиграо је шест утакмица за фудбалску репрезентацију Југославије (1932—1933) и дванаест утакмица у тиму из Загреба (1930–1935).
За фудбалску репрезентацију Југославије наступао је у следећим утакмицама :
- Шпанија - Југославија 2:1 (2:1), 24. април 1932.
- Португал - Југославија 3:2 (2:1), 4. мај 1932.
- Југославија - Пољска 0:3 (0:0), 29. мај 1932.
- Југославија - Грчка 5:3 (3:1), 3. јун 1933.
- Југославија - Бугарска 4:0 (2:0), 7. јун 1933.
- Румунија - Југославија 5:0 (5:0), 11. јун 1933.

## Тренерска каријера
Након Другог светског рата, Ралић је постао први тренер ФК Земун, наследника предратног петогодишњег државног шампиона БСК  и претходника данашњег ОФК Београда. Био је тренер ФК Земун (тада се звао ФК Металац), у периоду од 1946—1947. године, а након тога напушта клуб и одлази у Стару Пазову. У Београд се враћа 1950. године, како би тренирао млађе категорије ФК Црвена звезда. Године 1953, постаје главни тренер ФК Црвена звезда, заменивши Љубишу Броћића, али на тој позицији остаје само у децембру 1954. године, када га замењује Милован Ћирић.
Ралић касније седа на клупу ФК Напредак Крушевац, који тренира у периоду од 1958. до лета 1959. године, када одлази у ОФК Бор. У јануару 1960. године се враћа на клупу ФК Црвена звезда, овог пута као тренер резервног тима, наводећи породичне разлоге за ову одлуку.